# 양적 연구
양적 연구(量的硏究, 영어: quantitative research)는 사회과학에서 통계적, 수학적, 계산적 기법을 통한, 사회 현상의 체계적인 경험적 탐구를 가리킨다. 양적 연구의 목적은 현상에 관련한 수리 모델, 이론/가설을 개발하고 이용하는 것이다. 양적 연구는 심리학, 경제학, 사회학, 정치학과 같은 사회과학 분야에 널리 쓰이며, 인류학과 역사학에도 쓰이지만 그리 자주 쓰이지는 않는다.
양적 연구 기법들은 특정한 연구 사례들에 대한 정보만 만들어내며 더 포괄적인 결론들은 단지 가설일 뿐이다. 양적 연구 기법들은 이러한 가설들이 참인지를 규명하는 데 사용할 수 있다.

## 같이 보기
- 질적 연구